# Eyerusalem Kuma

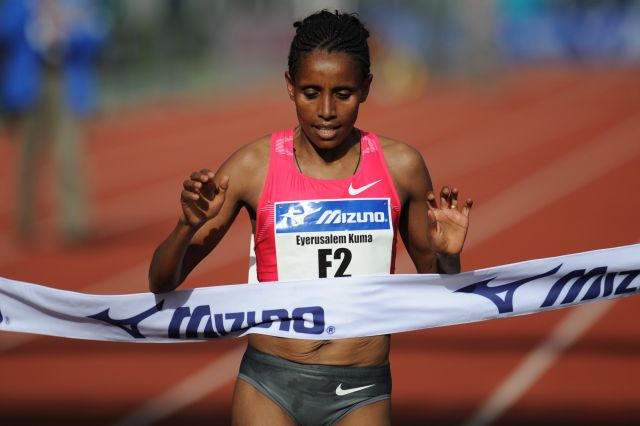
Eyerusalem Kuma im Ziel des Amsterdam-Marathons 2009

Eyerusalem Kuma (* 7. September 1981 in Addis Abeba) ist eine äthiopische Langstreckenläuferin.
2002 wurde sie Fünfte bei den Crosslauf-Weltmeisterschaften und gewann im 10.000-Meter-Lauf Bronze bei den Leichtathletik-Afrikameisterschaften in Radès. 2003 wurde sie Vierte bei den Crosslauf-Weltmeisterschaften, und 2004 errang sie über 10.000 Meter Gold bei den Afrikameisterschaften in Brazzaville und wurde Sechste bei den Halbmarathon-Weltmeisterschaften.
Nach einer mehrjährigen Wettkampfpause wechselte sie 2009 auf die Marathondistanz. Bei ihrem Debüt wurde sie Sechste beim Dubai-Marathon in 2:26:51 h. Im Herbst folgte dann ein Sieg beim Amsterdam-Marathon in 2:27:43 h.

## Persönliche Bestzeiten
- 3000 m: 9:04,04 min, 3. Juni 2001, Portland
- 5000 m: 15:05,37 min, 31. Mai 2004, Hengelo
- 10.000 m: 31:25,46 min, 18. Juni 2004, Utrecht
- Halbmarathon: 1:10:42 h, 6. September 2009, Glasgow
- Marathon: 2:26:51 h, 16. Januar 2009, Dubai